# Ulrich Müller (Archäologe)

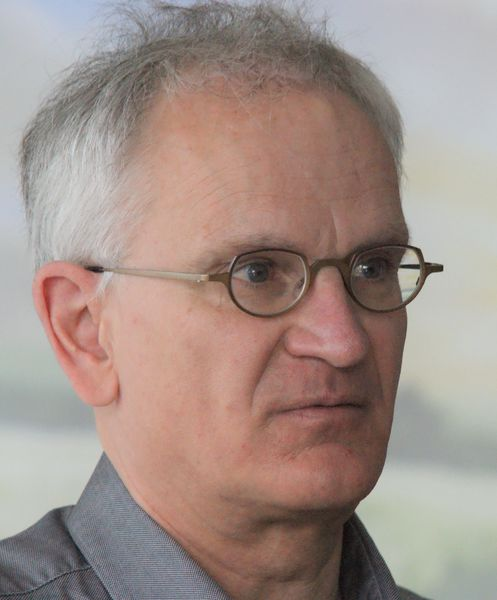
Ulrich Müller im Jahr 2022, aufgenommen von Werner Maleczek auf einer Reichenau-Tagung des Konstanzer Arbeitskreises für mittelalterliche Geschichte

Ulrich Müller (* 22. September 1963 in Hamburg) ist ein deutscher Archäologe.
Ulrich Müller studierte zunächst Chemie und wechselte dann zu den Studienfächern Ur- und Frühgeschichte, mittlere und neuere Geschichte sowie Geografie an den Universitäten Kiel, Mainz und Konstanz. Er wurde im Januar 1992 in Kiel bei Michael Müller-Wille mit dem Thema „Holzfunde aus Freiburg, Augustinereremitenkloster und Konstanz. Herstellung und Funktion einer Materialgruppe aus dem späten Mittelalter“ promoviert. Nach der Promotion war er von 1994 bis 2000 wissenschaftlicher Assistent an der Universität Greifswald. Dort habilitierte er sich im Jahre 2000 (venia legendi für Ur- und Frühgeschichte und Archäologie des Mittelalters) mit einer Arbeit zur Funktion von Sachkultur am Beispiel mittelalterlichen Handwaschgeschirrs (5./6. bis 15./16. Jh.). 
Er hatte für Heiko Steuer eine Lehrstuhlvertretung an der Universität Freiburg. Von 2001 bis 2003 war er als wissenschaftlicher Mitarbeiter in dem von Christian Lübke geleiteten DFG-Projekt „Innovation und Professionalisierung des mittelalterlichen Handwerks“ in Greifswald beschäftigt. Im Jahr 2004 folgte er dem Ruf in der Nachfolge von Michael Müller-Wille auf den Lehrstuhl für Ur- und Frühgeschichte an der Universität Kiel. 2011 wurde die Denomination mit dem Schwerpunkt Frühgeschichte, Mittelalter- und Neuzeitarchäologie geändert. 
Müller ist Herausgeber der Zeitschrift für Archäologie des Mittelalters. Er war von 2016 bis 2021 Geschäftsführer der Deutschen Gesellschaft für Archäologie des Mittelalters und der Neuzeit. Von 2015 bis 2021 war er im wissenschaftlichen Beirat des Mediävistenverbandes. 

## Schriften (Auswahl)
Monographien
- Holzfunde aus Freiburg, Augustinereremitenkloster und Konstanz. Herstellung und Funktion einer Materialgruppe aus dem dem späten Mittelalter. Stuttgart 1996, ISBN 3-8062-1266-X.
- Zwischen Gebrauch und Bedeutung. Studien zur Funktion von Sachkultur am Beispiel mittelalterlichen Handwaschgeschirrs (5./6. bis 15./16. Jahrhundert). Bonn 2006, ISBN 3-7749-3223-9.

Herausgeberschaften
- Handwerk – Stadt – Hanse. Ergebnisse der Archäologie zum mittelalterlichen Handwerk im südlichen Ostseeraum. Ein Kolloquium des Lehrstuhls für Ur- und Frühgeschichte am Historischen Institut, Ernst-Moritz-Arndt-Universität Greifswald Mai 1998. Frankfurt am Main 2000, ISBN 3-631-36400-8.
- mit Sunhild Kleingärtner und Florian Huber: Zwischen Nord- und Ostsee 1997–2007. Zehn Jahre Arbeitsgruppe für Maritime und Limnische Archäologie (AMLA) in Schleswig-Holstein. AMLA-Tagung Kiel 5. Mai 2007. Bonn 2009, ISBN 978-3-7749-3617-1.